# Печениково
Печениково — деревня в Пошехонском районе Ярославской области России. Входит в состав Белосельского сельского поселения.

## География
Деревня находится в северной части области, в подзоне южной тайги, к западу от реки Тесны, на расстоянии примерно 34 километров (по прямой) к юго-востоку от города Пошехонье, административного центра района.

### Климат
Климат характеризуется как умеренно континентальный, с продолжительной холодной зимой и коротким умеренно тёплым летом. Среднегодовая температура воздуха — +2,9…+3,5 °C. Годовое количество атмосферных осадков — 500—750 мм, из которых большая часть выпадает в тёплый период. Преобладающее направление ветра юго-западное.

### Часовой пояс
Печениково, как и вся Ярославская область, находится в часовой зоне МСК (московское время). Смещение применяемого времени относительно UTC составляет +3:00.

## Население
| 2007 | 2010 |
| ---- | ---- |
| 23   | ↘13  |

### Национальный состав
Согласно результатам переписи 2002 года, в национальной структуре населения русские составляли 100 % из 19 чел.

## Общественный транспорт
Печениково обслуживается пригородным автобусным маршрутом № 121 Пошехонье — Тайбузино. Ближайшая остановка общественного транспорта «Гузнево» находится в 500 м от деревни.